# Hessisches Bergland

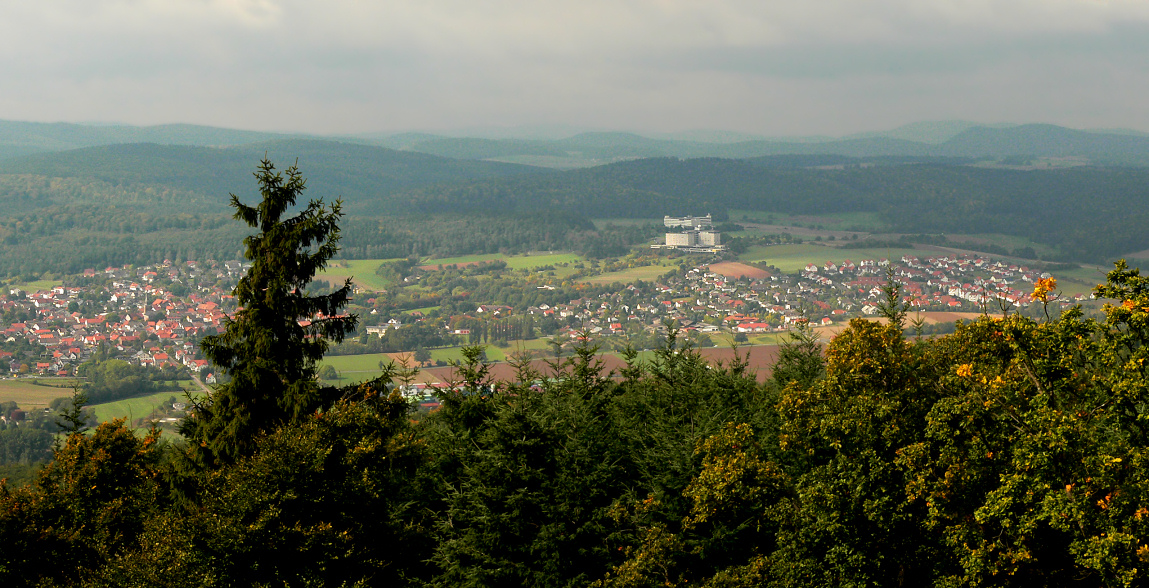
Vy från berget Altenburg till andra toppar och orten Bad Zwesten

Hessisches Bergland är en bergstrakt i centrala Tyskland som kännetecknas av medelhöga bergstoppar och kullar.
I regionen förekommer mycket skog och breda dalgångar. Trakten sträcker sig från Frankfurt am Main i syd till Hofgeismar i norr. Den ligger öster om Rheinisches Schiefergebirge och den begränsas på östra sidan av Rhön och Thüringer Becken (ett slättland). Större vattendrag är Fulda, Werra och Eder. Kellerwald-Edersee nationalpark ingår i bergstrakten. Dessutom finns flera djurparker samt vildinhängningar.
Berglandet har med Vogelsberg minst en slocknad vulkan. I närheten finns den 772 meter höga Taufstein som är täckt av bok- och ekskogar. Typisk för regionen är flera borgar från medeltiden som borgen i Spangenberg. Även flera stadskärnor är från medeltiden med flera korsvirkehus, bland annat i Melsungen, Alsfeld och Bad Hersfeld.